# Đoàn cải lương Thanh Nga
Đoàn cải lương Thanh Nga là một doanh nghiệp chuyên tổ chức biểu diễn sân khấu và truyền hình có trụ sở tại Sài Gòn. Đây được coi là một trong những đoàn thể nghệ thuật kinh thương có tuổi đời lâu nhất Việt Nam.

## Lịch sử

### Sơ khởi: Từ danh kìm đến giải Thanh Tâm
Thập niên 1930-40, trong buổi thịnh hành của sân khấu cải lương, các điền chủ thường xuất vốn lập các gánh hát lưu động biểu diễn khắp các tỉnh Nam Kỳ. Năm 1942, thầy giáo Lư Hòa Nghĩa (nghệ danh Năm Nghĩa) vì mê đờn ca nên bỏ trường lập Gánh hát Hậu Tấn - Năm Nghĩa do ông Phạm Minh Tấn đầu tư, ngoài ra còn có gánh Hậu Tấn - Bảy Cao của danh ca Bảy Cao. Nhưng vì gặp nạn nên hai gánh rã cùng lúc.
Năm 1949, thầy Nghĩa gá nghĩa với bà Nguyễn Thị Thơ, hành nghề bán chạp phô, vợ ba đã góa của ông hội đồng ấp Nguyễn Văn Lợi, đã được 4 mặt con. Ban đầu, vì ngõ ý không được, thầy Năm Nghĩa bèn soạn bài vọng cổ Điên đảo vì tình và nhờ đài phát thanh thâu. Bà Thơ nghe được, cảm động, mới bằng lòng cưới ông. Ngày 11 tháng 09 cùng năm, con trai Bảo Quốc chào đời tại xã Thái Hiệp Thạnh, tỉnh Tây Ninh (nay là phường 1, thành phố Tây Ninh). Ngay sau đó, vợ chồng dắt díu nhau lên Sài Gòn lập Gánh hát Thanh Minh, nhân vì suất diễn đầu nhằm tiết thanh minh.
Năm 1958, ngay khi cô ba Thanh Nga được giải Thanh Tâm, bà bầu Thơ bèn đổi thành Đoàn cải lương Thanh Minh - Thanh Nga, lúc này đã quy tụ toàn giọng ca thượng thặng trên sân khấu Việt Nam như Phùng Há, Út Trà Ôn, Thành Được, Việt Hùng, Hữu Phước, Út Bạch Lan, Ngọc Giàu, Mộng Tuyền... Trừ ngày thứ Hai được nghỉ, thì hôm nào gánh hát cũng phải miệt mài diễn, trở thành đại ban cạnh tranh được với hai đại ban đã có danh vọng từ lâu là Kim Chung và Dạ Lý Hương.

### Hoàng kim: Đại ban chỉ nghỉ thứ Hai
Năm 1959, ông bầu Nghĩa mất đúng đêm cậu nhỏ Bảo Quốc lần đầu bước ra sân khấu. Bà bầu Thơ phải đứng ra gánh đại gia đình và quản gánh hát đã lên gần trăm người. Các con từ Thanh Nga đến Bảo Quốc đều được bà cho đi học trường Aurore (nay là trường THCS Lương Định Của, đường Nguyễn Đình Chiểu, Sài Gòn), không chịu học thì nhất định bị cấm lên sân khấu.
Năm 1966, khi cháu áp út Hữu Châu chào đời, bà bầu Thơ trúng số độc đắc, bèn lập thêm hai gánh hát cùng tên Dạ Minh Châu. Từ đây trở thành đoàn cải lương có quy mô và cả sự ái mộ lớn nhất Việt Nam, duy trì sinh hoạt tại rạp Hưng Đạo và thường xuyên được chính phủ bổ sung vào Đoàn Văn nghệ Việt Nam lưu diễn quốc tế.

### Khủng hoảng 1: Cơn sốt điện ảnh và vô tuyến truyền hình
Đầu thập niên 1970, khi trào lưu phim chưởng Hồng Kông tràn vào, thị phần cải lương và thoại kịch đều sa sút, nhiều đoàn tan rã. Cầm cự được đến năm 1972 thì phải cho người ngoài mướn cảnh trí, phông màn, phục trang, ánh sáng... Tài tử trong đoàn được phép đi thâu dĩa, đóng phim kiếm kế sinh nhai. Nghệ sĩ Thanh Nga còn phải sang đoàn Dạ Lý Hương hát tạm, lúc rảnh thì quậy siro cho các cháu đi bán dạo kiếm thêm. Kép Hữu Thình và vợ Thanh Lệ lên Long Khánh mua bắp về bán theo kí. Nghệ sĩ Bảo Quốc và vợ Thu Thủy đẩy xe sinh tố vỉa hè.
Đoàn cũng cho phép nghệ sĩ Hữu Phước thuê xác gánh để lập đoàn Thanh Minh - Hương Lan, nhưng không trụ nổi ở Sài Gòn đành xuống Gò Công trương biển hiệu. Tuy nhiên, chỉ vài tháng đoàn này cũng rã.

### Phục hưng 1: Khi tiếng súng câm bặt
Đoàn Thanh Minh - Thanh Nga cứ tồn tại lay lắt đến thời điểm 30 tháng 04. Khi chính quyền mới lên, đa số gánh hát miền Nam rã ngũ.
Tháng 08 cùng năm, Thanh Minh - Thanh Nga bất ngờ tái xuất tại rạp Hưng Đạo với tuồng Tấm lòng của biển, chỉ vài giờ đồng hồ đã bán sạch vé. Thanh Minh - Thanh Nga thời kì này trở lại là gánh hát có lượng khán giả quan tâm lớn nhất.
Năm 1976, đôi nghệ sĩ Phùng Há - Thanh Nga được chính phủ đặc cách mời ra Hà Nội tái diễn vở Phụng Nghi Đình để chào mừng Đại hội Đảng Cộng sản Việt Nam IV.

### Khủng hoảng 2: Vụ án Thanh Nga và cuộc tập thể hóa
Năm 1978, khi xảy ra Vụ án Thanh Nga, không khí trong đoàn tạm chùng xuống, tuy nhiên suất diễn vẫn không ngưng.
Năm 1979, do chính sách quốc hữu hóa doanh nghiệp và biểu diễn nghệ thuật, như mọi đoàn khác, Thanh Minh - Thanh Nga nằm dưới quyền quản lí trực tiếp của Sở Văn hóa Thông tin Thành phố với tên gọi Đoàn Nghệ thuật Cải lương Thanh Minh Thanh Nga. Sở cử cán bộ và kế toán về lo các khoản thu chi, phương thức hoạt động, bà Nguyễn Thị Thơ chỉ gánh phần chuyên môn.
Năm 1985, sau hai cái tang liên tiếp nữa, bà bầu Thơ nghỉ hẳn. Đến năm 1988 thì bà mất. Thời kì này, nhân sự đoàn chủ yếu là thân nhân trong gia đình.

### Phục hưng 2: Đệ nhất danh hài và Nụ Cười Mới
Năm 1986, chính sách Đổi mới cho phép các tổ chức biểu diễn nghệ thuật tư lập cũ mới được tự do hoạt động. Thanh Minh - Thanh Nga đăng kí bảo hộ thương mại với danh xưng Đoàn cải lương Thanh Nga. Bấy giờ, mọi doanh thu đều dựa vào tên tuổi nghệ sĩ Bảo Quốc, người đang nổi với danh hiệu đệ nhất danh hài nhờ loạt kịch phẩm truyền hình Trong nhà ngoài phố.
Trong suốt thập niên 1990, Bảo Quốc là một trong những danh hài đắt sô nhất Việt Nam, góp mặt trong hàng ngàn băng từ, liên tục lên truyền hình và điện ảnh. Mặc dù chuyên đóng vai hề, nhưng khi ông vừa về Nhà hát Trần Hữu Trang đã lĩnh lương hạng A, tương đương mọi kép chánh. Đoàn Thanh Nga thời này hoạt động trầm hơn, nhưng nhiều tài tử trong đoàn trở thành tên tuổi được ưa chuộng và có mật độ xuất hiện trên băng đĩa rất lớn.
Nhưng sang thập niên 2000, khi phong trào cải lương lâm cảnh đắp chiếu, nghệ sĩ nhiều người phải bỏ nghề hoặc lấn sang địa hạt truyền hình. Sân khấu cổ truyền hầu như chỉ xuất hiện tại các hoạt động thiện nguyện hoặc lễ lạt, một loạt hình mới là tấu hài được coi như cứu vãn tạm thời.
Năm 2005, ông bầu Hữu Lộc lập Công ty Nụ Cười Mới, vinh danh được một số tài tử như Nhật Cường, Hoài Linh, Trường Giang, Chí Tài, Hứa Minh Đạt, Lâm Vỹ Dạ, Nam Thư, Tân Chề, Long Đẹp Trai, Quách Ngọc Tuyên, Hoàng Mèo, Đại Ngọc Trâm... Năm 2010, nghệ sĩ Hữu Lộc mất, nghệ sĩ Vũ Văn Long (Long Đẹp Trai) kế nhiệm chức giám đốc. Đến năm 2018, thì Nụ Cười Mới phải tuyên bố phá sản do nghệ sĩ gạo cội đi hết, vé bán ra không bù lỗ được.
Theo lời nghệ sĩ Bảo Quốc, ngày nay tuy đoàn vẫn hoạt động âm thầm nhưng phải chuyển hướng đa lĩnh vực để đảm bảo thu nhập cho nghệ sĩ và nhằm bảo lưu thương hiệu Thanh Nga.

## Nhân sự

### Gia đình
- Giám đốc: Lư Hòa Nghĩa (1950-9), Nguyễn Thị Thơ (1959-85), Lư Bảo Quốc (1985-nay), Nguyễn Hữu Lộc (2005-10), Nguyễn Hà Linh (2010-nay)
- Tài tử: Thanh Nga, Hữu Thình, Bảo Quốc, Hữu Lộc, Hữu Châu, Hà Linh, Hồng Loan, Gia Bảo

### Hợp đồng
- Út Trà Ôn
- Phùng Há
- Ngọc Nuôi
- Bé Hoàng Vân
- Thành Được
- Út Bạch Lan
- Ngọc Đan Thanh
- Việt Hùng
- Út Nhị
- Bích Sơn
- Ngọc Giàu
- Mộng Tuyền
- Phượng Liên
- Hữu Phước
- Hương Lan
- Hề Minh
- Hề Sa
- Văn Chung
- Thanh Hoài
- Phương Ánh
- Bích Thủy
- Thanh Thanh Hoa
- Thúy Lan
- Thanh Sang
- Kim Hương
- Hồng Nga
- Hồng Tơ
- Khánh Linh
- Chiêu Linh
- Thanh Ngân
- Hoài Linh
- Chí Tài
- Tiểu Bảo Quốc

### Cộng tác
- Hà Triều
- Hoa Phượng
- Ngọc Linh
- Thu An
- Năm Châu

## Xuất phẩm
- Phụng Nghi Đình (1976): Sân khấu Đài Truyền hình Thành phố Hồ Chí Minh.
- Bên cầu dệt lụa (1977): Sân khấu ĐTH TPHCM.
- Tiếng trống Mê Linh (1977): Sân khấu ĐTH TPHCM.
- Bóng tối và ánh sáng (1977): Sân khấu ĐTH TPHCM.
- 50 năm vui cười cùng sân khấu[5][6] (2009): Đại nhạc hội vinh danh nghệ sĩ Bảo Quốc đêm 21 tháng 06 tại Trung tâm Nghệ thuật Trình diễn Quang Minh Tinh (đại lộ Bolsa, Quận Cam, California).
- 52 năm góp với nhân gian một tiếng cười[7][8] (2011): Đại nhạc hội vinh danh nghệ sĩ Bảo Quốc đêm 14 và 15 tháng 05 tại Nhà hát Hòa Bình (Sài Gòn).

## Văn hóa
- 26 tháng 11 hàng năm được giới nghệ sĩ Sài Gòn lấy làm Ngày Giỗ Tổ Nghề Sân Khấu, di ảnh nghệ sĩ Thanh Nga cũng được nhiều người kính thờ.
- Danh từ thanh minh thanh nga và y xì ke (tên nhân vật trong vở Bóng tối và ánh sáng) từ lâu trở thành khẩu ngữ dân gian.
- Trong phim Em là bà nội của anh (2015), nhân vật bà Đại (Lê Ánh Nhật) xưng tên là Thanh Nga và thường bắt chước lối ăn vận của nghệ sĩ Thanh Nga vì ái mộ đã lâu. Nghệ sĩ Hà Linh được mời thủ vai ông thợ ảnh thần kì.

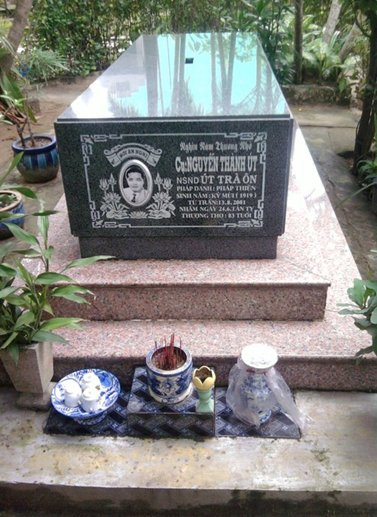
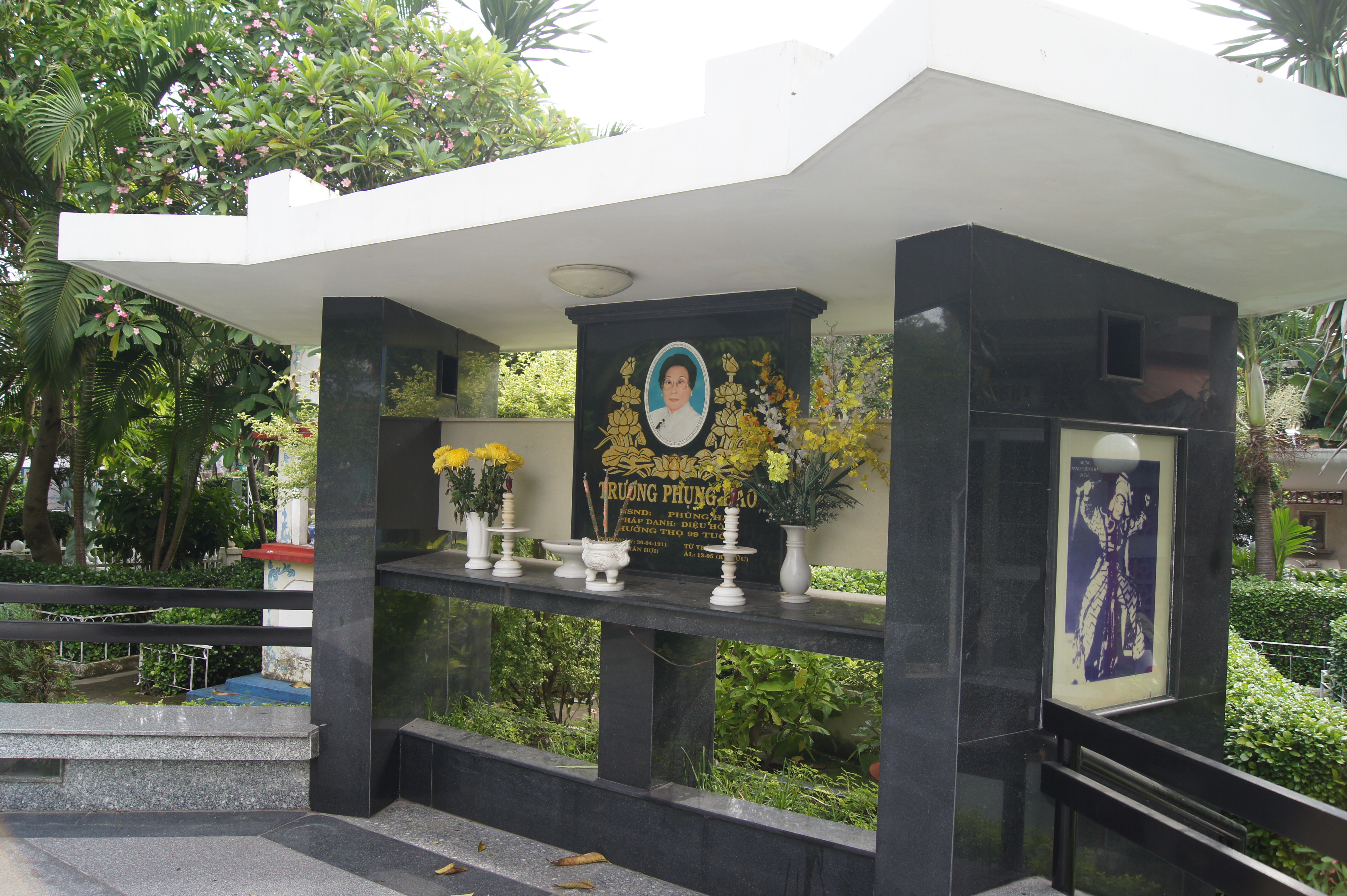
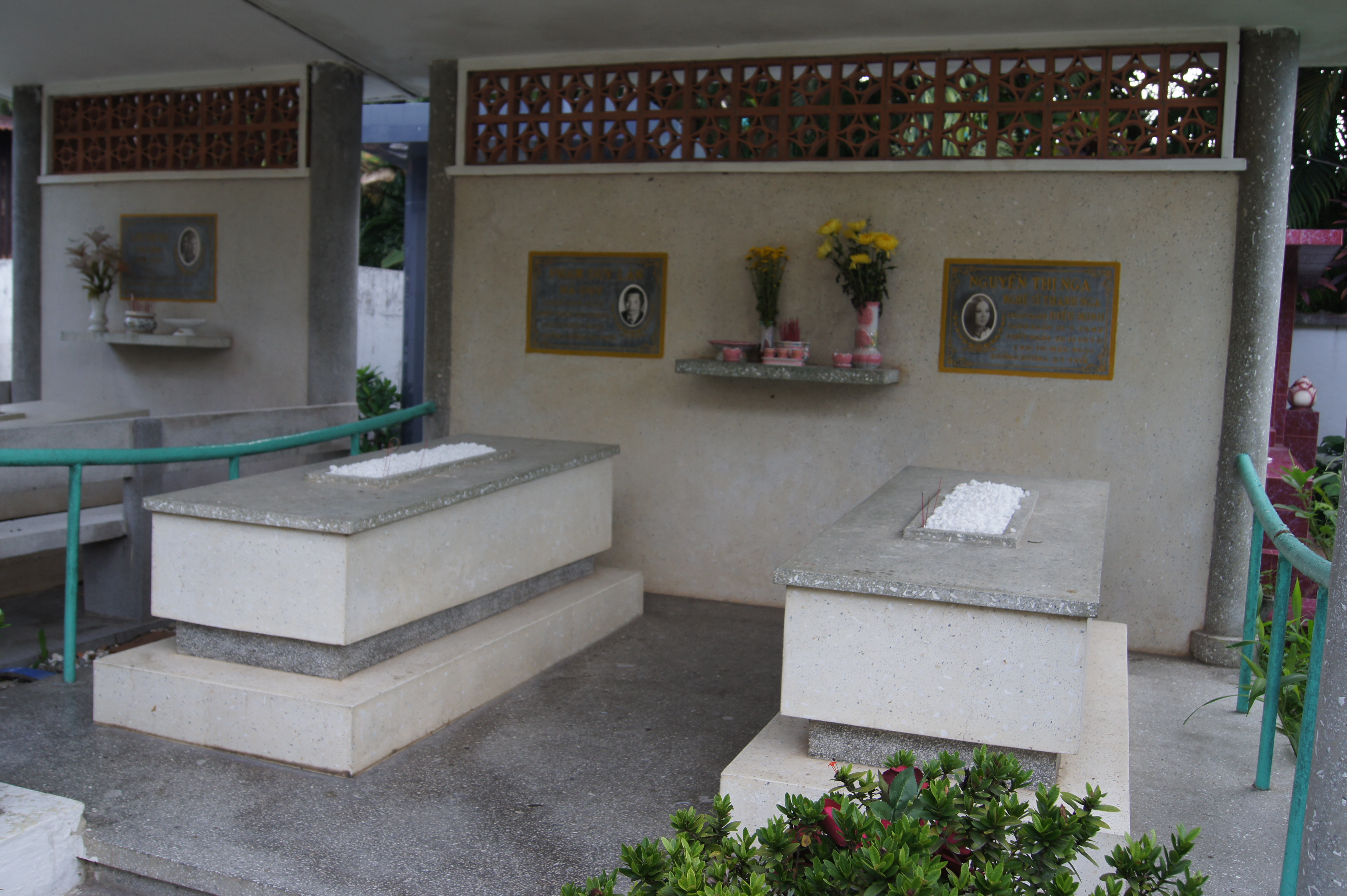
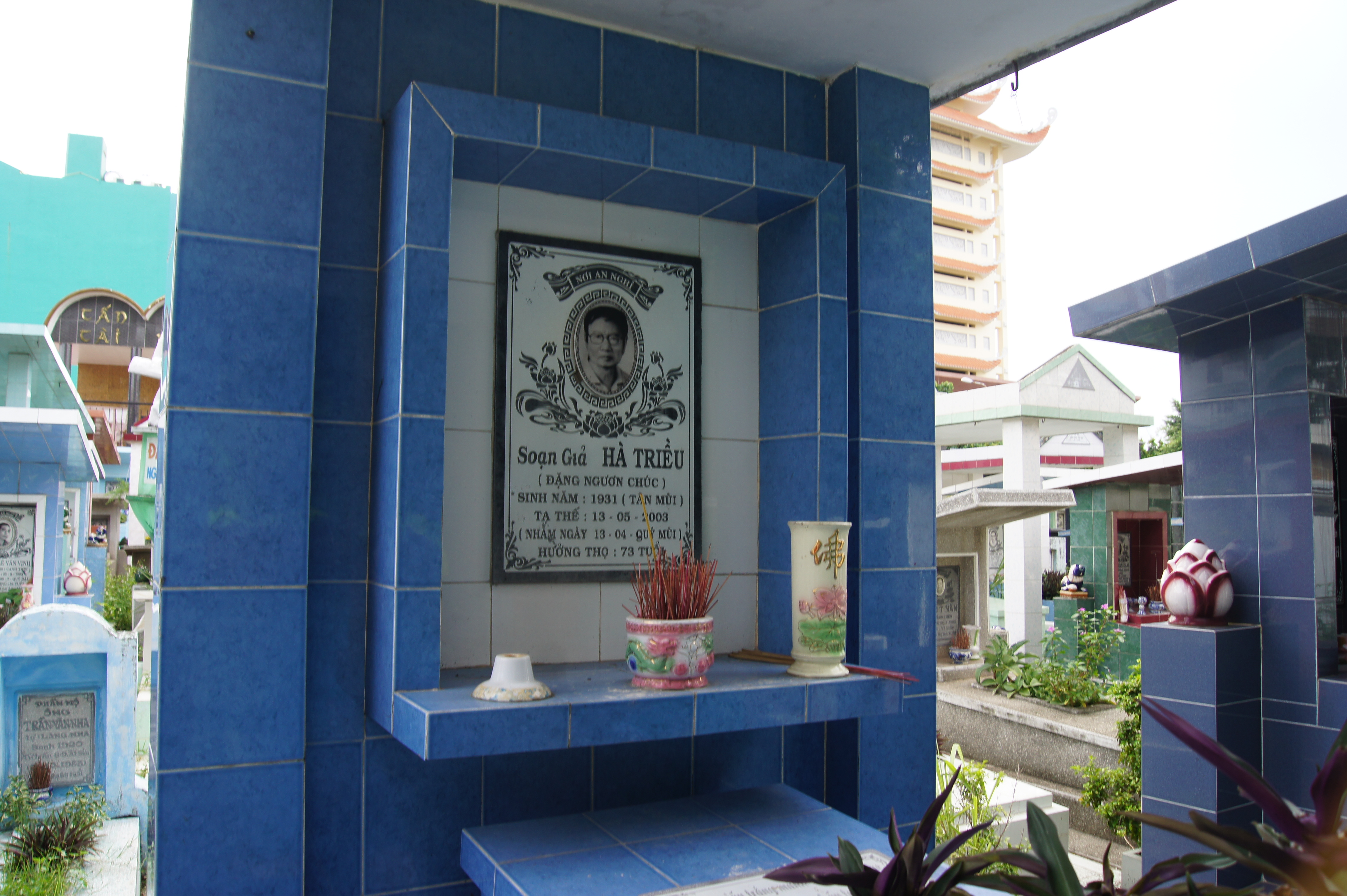

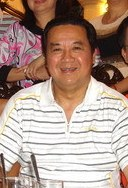
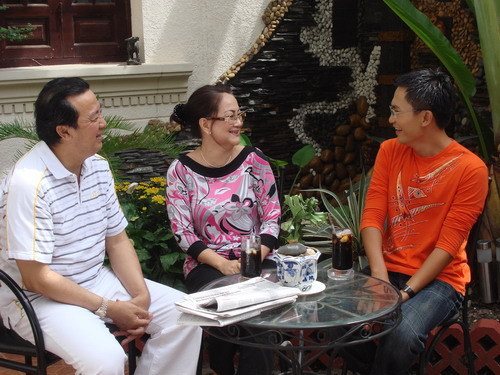